# هاروی (دهانه)

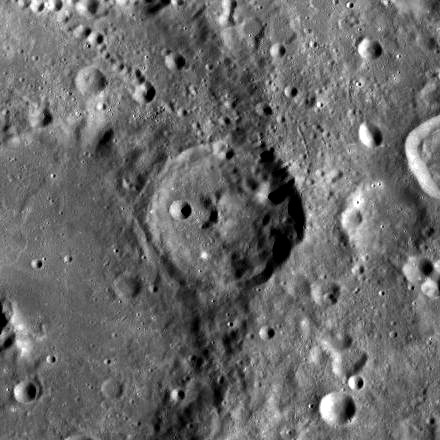
دهانه برخوردی هاروی، عکس‌برداری شده توسط مدارگرد شناسایی ماه

هاروی یک دهانه برخوردی در ماه‌ است.